# زمین‌لرزه ۱۳۵۷ قائن
زمین‌لرزه ایران در تاریخ ۱۶ ژانویه ۱۹۷۹ میلادی، برابر با ‎۲۶ دی ۱۳۵۷، ساعت ۹:۵۰:۱۰ به زمان یوتی‌سی در ایران رخ داد. ژرفای این زلزله ۷٫۶ کیلومتر بود، و بزرگی آن ۶٫۵ در مقیاس Mw اعلام شده است. زمین‌لرزه به وقت محلی در روز سه‌شنبه، ساعت ۱۲٫۵ روی داده و منطقه زمانی آن یوتی‌سی +۳٫۵ بوده است.
سازمان زمین‌شناسی آمریکا نیز رومرکز این زمین‌لرزه را در مختصات ۳۳°۵۳′۴۹″شمالی ۵۹°۲۸′۱۹″شرقی / ۳۳٫۸۹۷°شمالی ۵۹٫۴۷۲°شرقی و ژرفای آن را در ۳۳ کیلومتر گزارش کرده است. بزرگی برگزیدهٔ این سازمان از میان بزرگیهای محاسبه‌شدهٔ مختلف ۶٫۹ در مقیاس ریشتر بوده و از دید اثر، در میان چهار دسته‌بندی «نامحسوس»، «محسوس»، «زیان‌آور» یا «با تلفات»، زلزله را «با تلفات» اعلام کرده است.
پروژهٔ «تنسور گشتاور مرکزوار» زاویه‌های (راستا، شیب، ریک) گسل سازندهٔ زمین‌لرزه و صفحه عمود بر آن را (°۲۶۷، °۴۹، °۵) یا (°۱۷۴، °۸۶، °۱۳۹) و نوع گسل را«امتدادلغز» فرارسانده است.
شمار کشتگان زلزله حدود ۲۰۰ نفر بوده است. تعداد زخمیان ۲۰۰ نفر برآورده شده است.